# Lenbachweg (Weimar)

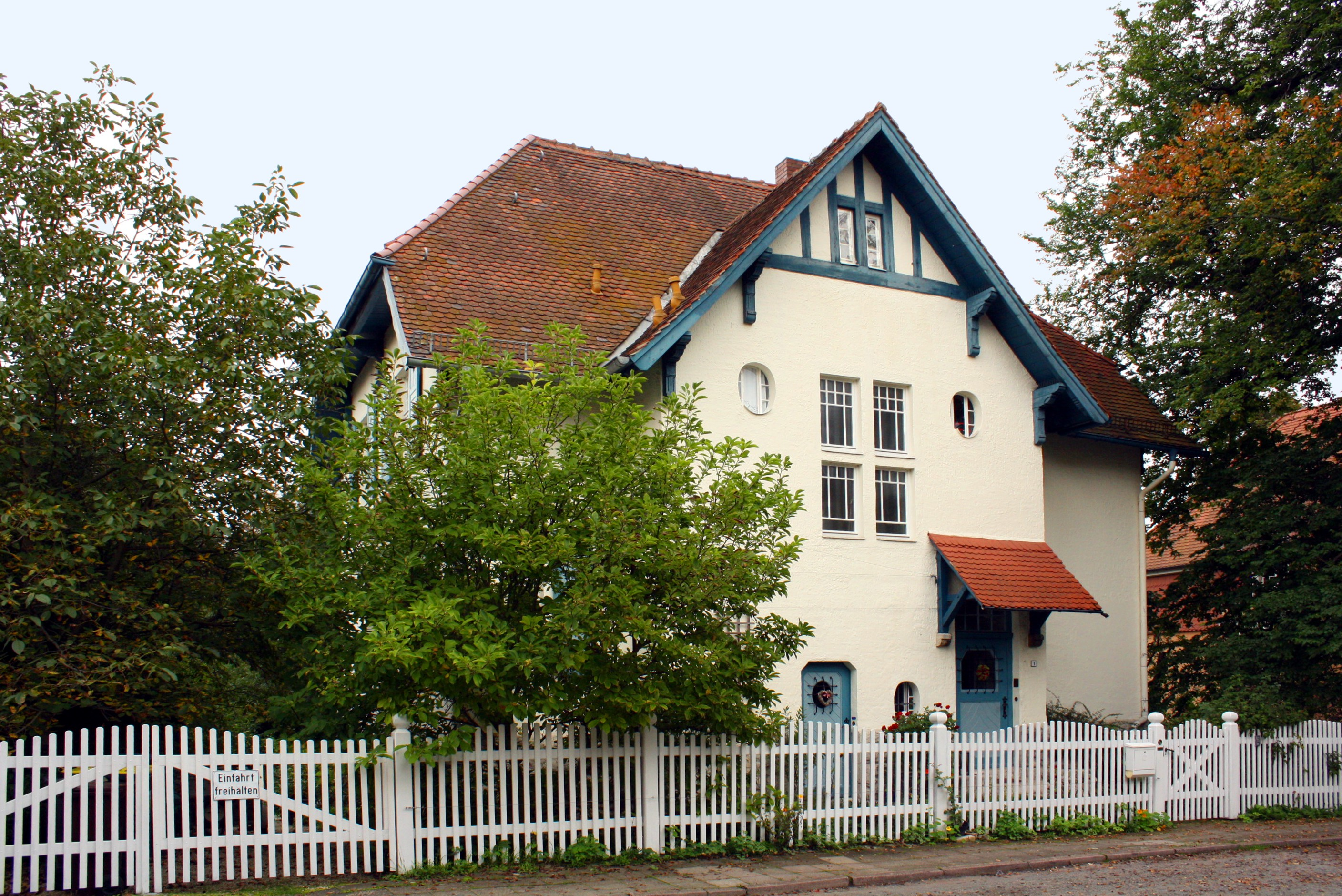
Lenbachweg 1

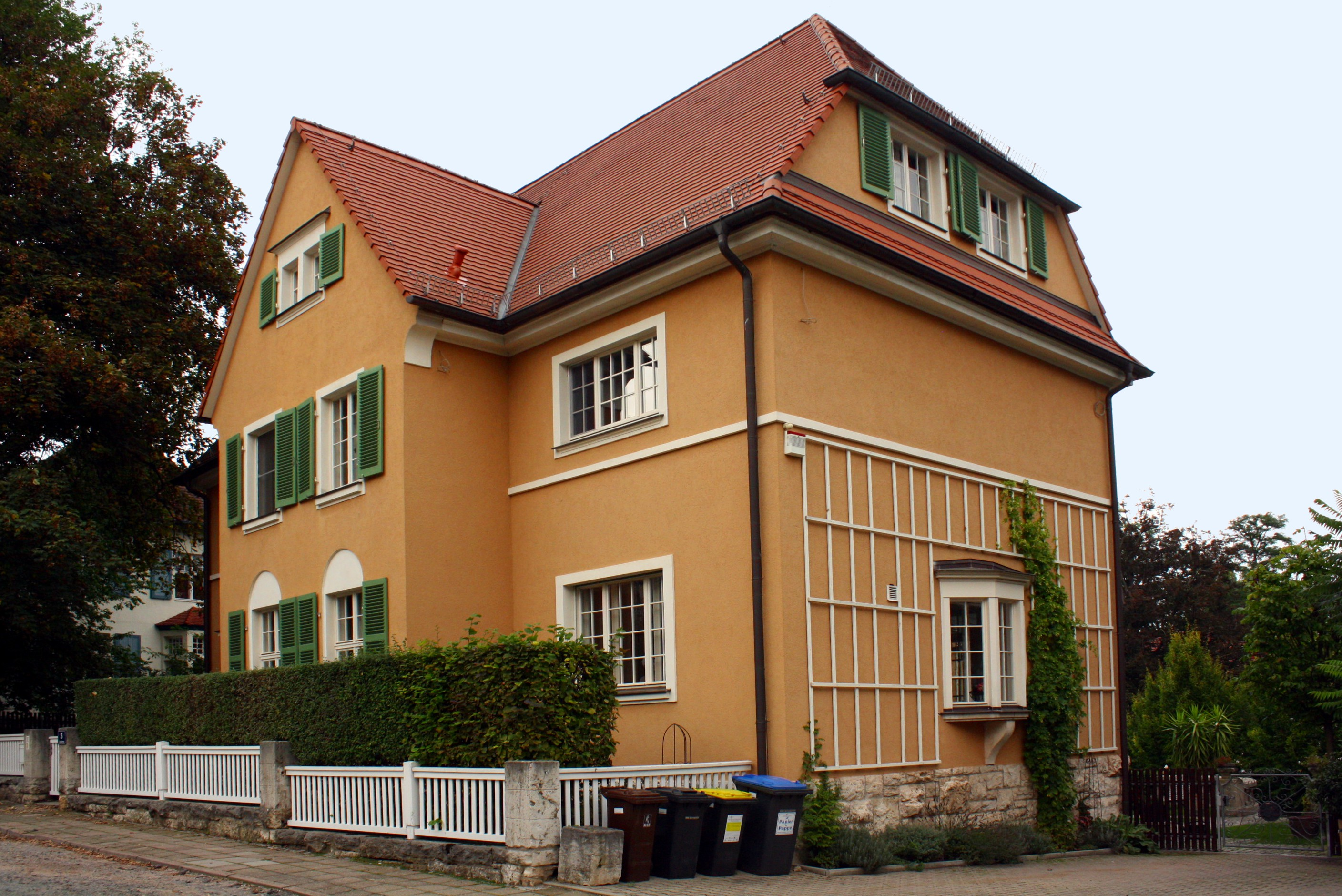
Lenbachweg 3

Der im Weimarer Südstadtbezirk Oberweimar gelegene Lenbachweg wurde am 12. Dezember 1927 nach dem Maler der Weimarer Malerschule Franz von Lenbach benannt. Zuvor hatte sie erst keinen Namen, ab 1914 hieß sie Falkenstraße nach der naheliegenden Falkenburg, nach dem Ersten Weltkrieg bis 1927 Rosengasse. Lenbach hatte in der heutigen Karl-Haußknecht-Straße seine Wohnung und Atelier. Der als Anliegerstraße zu bezeichnende Lenbachweg beginnt An der Falkenburg, wird vom Malerstieg gekreuzt und endet an der Merketalstraße.
Im Lenbachweg 2 lebte laut polizeilicher Anmeldung vom 8. Oktober 1945 der Verleger Gustav Kiepenheuer. Das war zugleich auch der erste Sitz des Gustav Kiepenheuer Verlages. Das Haus Lenbachweg 3 ließ sich der Maler Friedrich Wilhelm Huber errichten.
Der Lenbachweg steht nicht auf der Liste der Kulturdenkmale in Weimar (Sachgesamtheiten und Ensembles). Die Wohnhäuser Lenbachweg 1 und 3 stehen aber auf der Liste der Kulturdenkmale in Weimar (Einzeldenkmale).